# 法國聖馬克兒童合唱團
法國聖馬克兒童合唱團（Les Petits Chanteurs de Saint-Marc （页面存档备份，存于）），成立於1986年9月，由尼古拉斯·波特創立。合唱團由75至80個10到15歲兒童組成。所有團員皆在法國里昂的聖馬克中學（collège St Marc）就讀。